# Jonathan Caicedo
Jonathan Kléver Caicedo Cepeda (* 28. April 1993 in Santa Martha de Cuba, Carchi) ist ein ecuadorianischer Radrennfahrer.

## Karriere
Jonathan Caicedo wurde in einer kleinen Gemeinde im Hochgebirge auf rund 2900 m Höhe geboren, unweit der Heimatstadt von Richard Carapaz, der 2019 den Giro d’Italia gewann. Mit diesem fuhr er bis Mitte 2016 im Team Strongman und ist mit ihm und mit Jhonatan Narváez befreundet. Er entstammt einer Familie von Kleinbauern und musste der Familie auf dem Hof helfen. Nach dem Abitur nahm er ein Studium der Landwirtschaft auf, das er aber für den Radsport abbrach.
Mit 15 begann Caicedo, Radrennen zu fahren, mit 20 machte er sein Debüt beim Team Ecuador. Sein Heimattrainer ist Paulo Caicedo. Zu Beginn seiner sportlichen Laufbahn war Caicedo vor allem in Lateinamerika erfolgreich. Er wurde 2015 Landesmeister im Einzelzeitfahren sowie 2016 Panamerikameister im Straßenrennen und gewann eine Etappe der Vuelta a Costa Rica. Im Jahr 2017 fuhr er für das Bicicletas Strongman Team und wurde Gesamtvierter der Vuelta a Colombia. In der Saison 2018 ging er für das Team Medellín an den Start und bestritt mehrere Rennen in Spanien. Bei der Asturien-Rundfahrt belegte er hinter seinem Landsmann Richard Carapaz den zweiten Gesamtrang und sicherte sich den Sieg in der Punktewertung. Auch die Vuelta a la Comunidad de Madrid konnte er als Gesamtdritter auf dem Podium beenden.

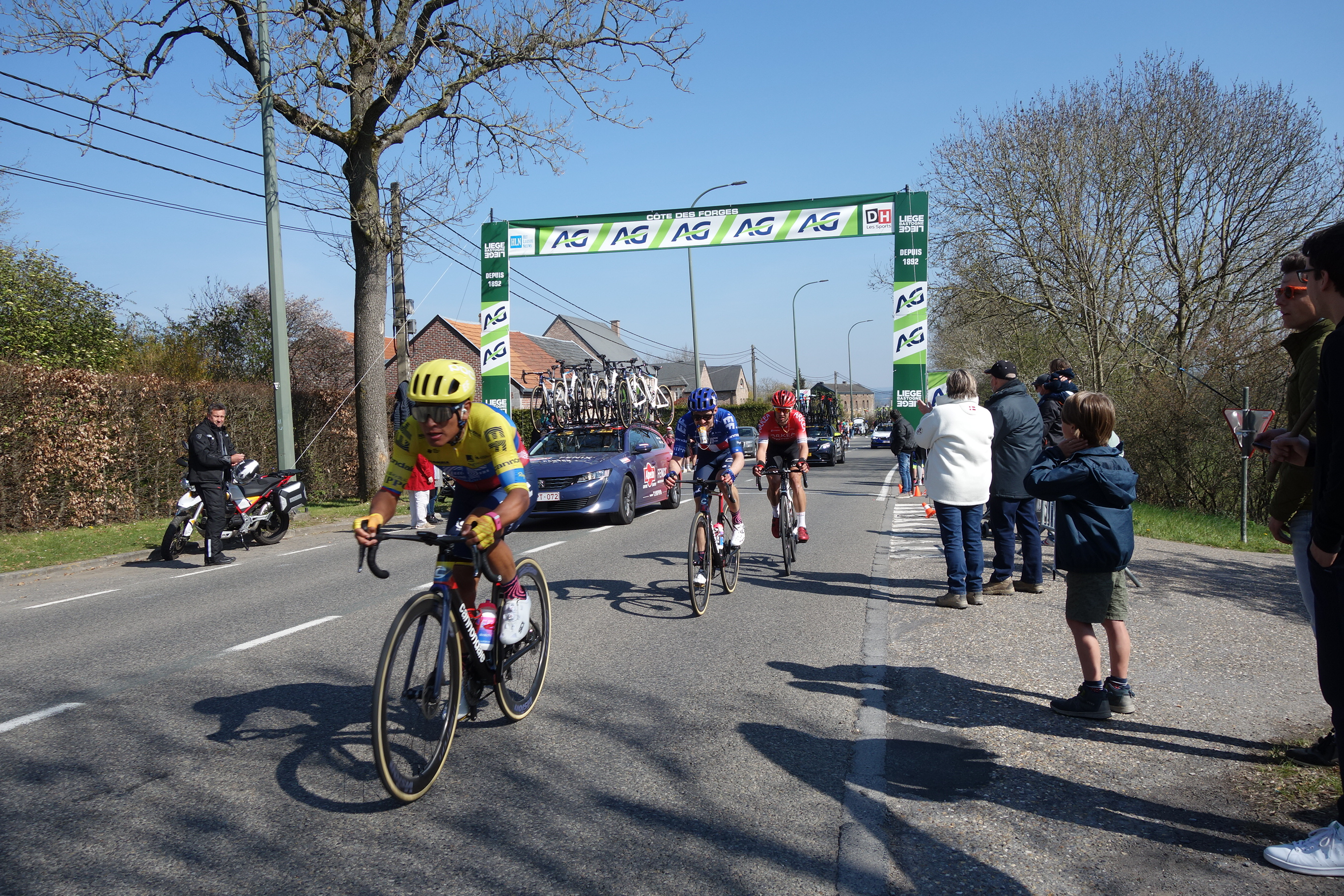
Jonathan Caicedo im Trikot des ecuadorianischen Meisters bei Lüttich–Bastogne–Lüttich 2021

Zur Saison 2019 schloss sich Caicedo dem UCI WorldTeam EF Pro Cycling an. Er bestritt mit dem Giro d’Italia 2019 seine erste Grand Tour und beendete die Rundfahrt als 108. der Gesamtwertung. Im Jahr 2020 gewann er das Zeitfahren der Tour Colombia, bei der er Dritter der Gesamtwertung wurde. Beim Giro d’Italia 2020 gewann er die Bergankunft der dritten Etappe auf dem Ätna, nachdem er sich nach langer Flucht an der Zielsteigung von seinen sieben Begleitern absetzen konnte. In den nachfolgenden Jahren blieb Caicedo bei internationalen Rennen ohne Sieg und konnte einzig den ecuadorianischen Meistertitel im Zeitfahren im Jahr 2023 gewinnen. Sein bestes Grand Tour-Ergebnis fuhr er bei der Vuelta a España 2023 ein, die er auf dem 47. Gesamtrang beendete.
Im Jahr 2024 wechselte Caidedo zum mexikanischen UCI Continental Team Forte Petrolike-Androni Giocattoli, wo er zu Beginn der Saison eine Etappe und die Gesamtwertung der Vuelta al Táchira gewann.

## Erfolge
2015
- Ecuadorianischer Meister – Einzelzeitfahren

2016
- Panamerikanischer Meister – Straßenrennen
- eine Etappe Vuelta a Costa Rica

2018
- Punktewertung Vuelta a Asturias

2019
- Ecuadorianischer Meister – Straßenrennen, Einzelzeitfahren

2020
- eine Etappe Tour Colombia
- eine Etappe Giro d’Italia

2023
- Ecuadorianischer Meister – Einzelzeitfahren

2024
- Gesamtwertung und eine Etappe Vuelta al Táchira

## Grand Tour-Platzierungen
| Grand Tour            | 2019 | 2020 | 2021 | 2022 | 2023 |
| --------------------- | ---- | ---- | ---- | ---- | ---- |
| Giro d’ItaliaGiro     | 108  | 65   | DNF  | DNF  | DNF  |
| Tour de FranceTour    | –    | –    | –    | –    | –    |
| Vuelta a EspañaVuelta | –    | –    | DNF  | 69   | 47   |